# Val de Wanne
Pour les articles homonymes, voir Wanne (homonymie).
Val de Wanne est une station de ski située à Aisomont 70, près de Wanne, dans l'Ardenne belge, dans le sud de la Province de Liège, à proximité de Trois-Ponts.
La piste, d'une longueur de 1 000 mètres, est située à une altitude de 480 mètres. 
Elle comporte deux remontées mécaniques, datant de 1975 et 1980. 
Le reste de l'année, la piste de ski est également une brasserie et un centre de loisir pour tout âge. 

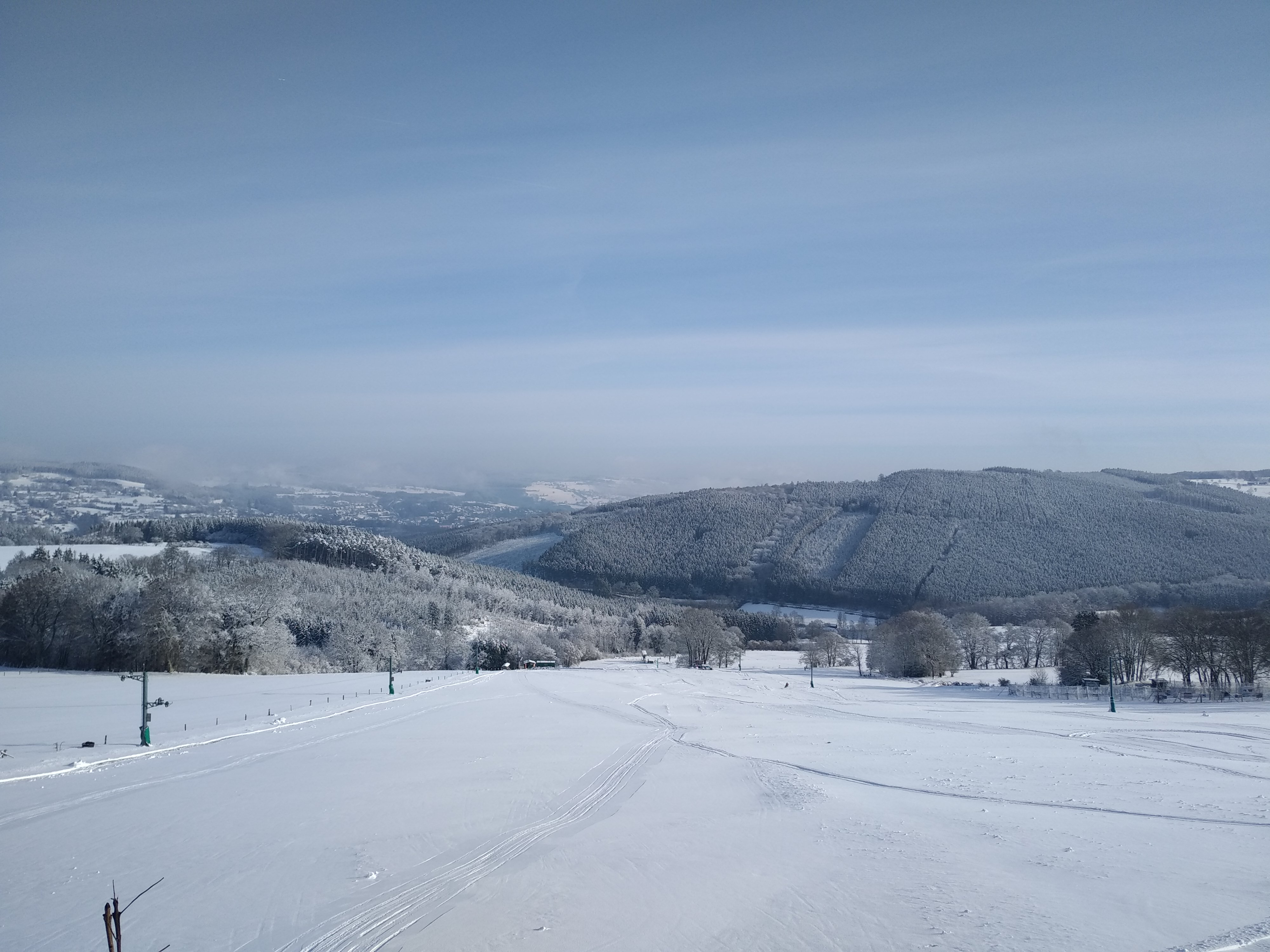
Piste de ski du Val de Wanne en hiver.
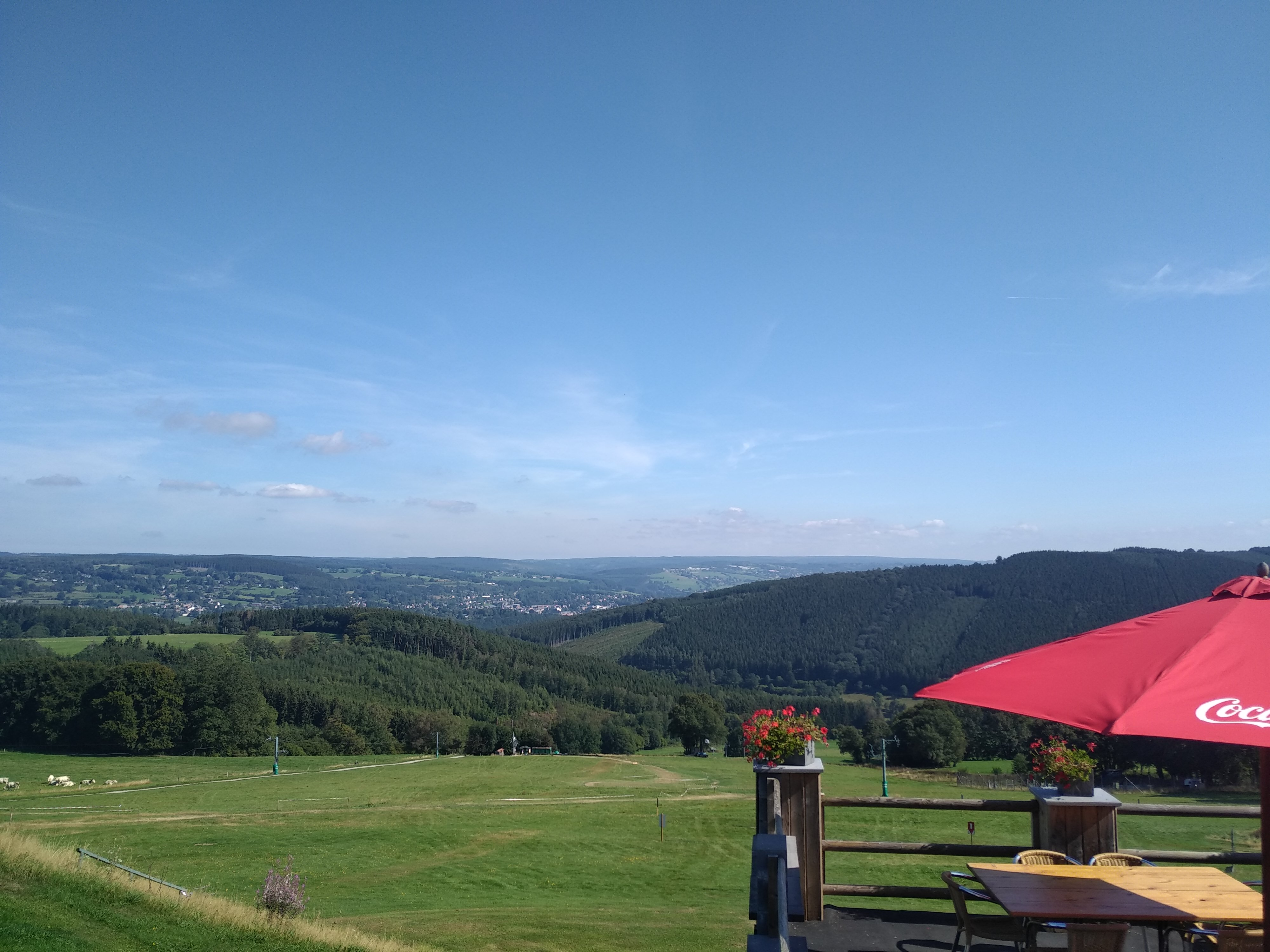
Vue depuis la terrasse panoramique du Val de Wanne en été.
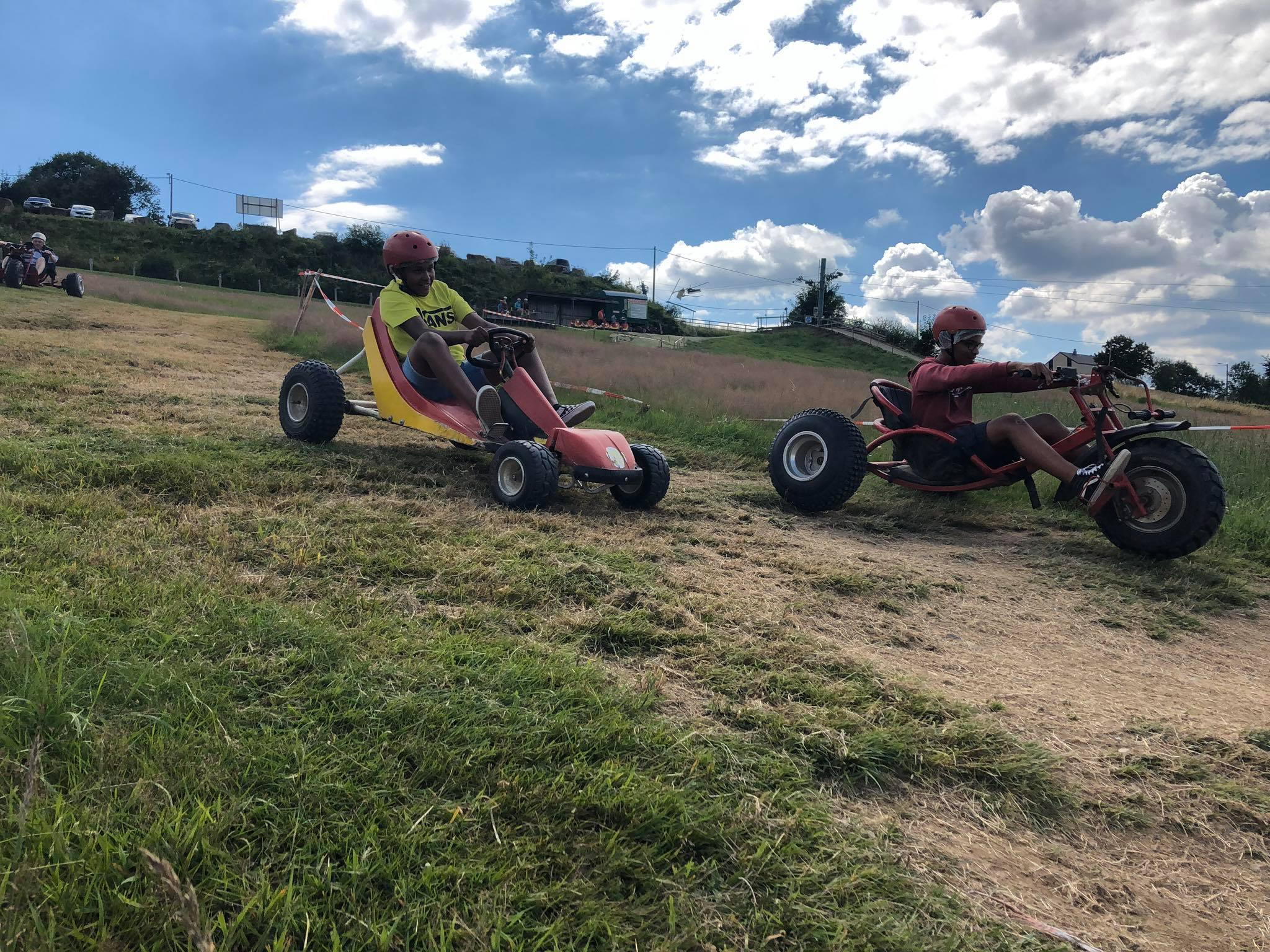
Devalkart & Trike sur la piste de ski du Val de Wanne.

## Nouvelle vie
En 2012, la piste de ski a obtenu un nouveau propriétaire, Henk Bleijenberg. Celui-ci veut moderniser la piste, ouverte depuis les années 1970.
Afin de pouvoir survivre au changement climatique, il faudra plus de neige, naturelle ou de culture. 